# Sénart

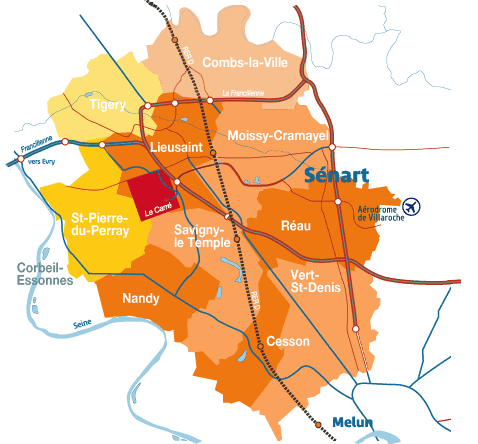
Kaart van de nieuwe stad

Sénart is een nieuwe stedelijke agglomeratie in Frankrijk, in het Île-de-France ten zuiden van Parijs, op de wip van de departementen Essonne en Seine-et-Marne. Zij dankt haar naam aan het bos van Sénart.
Deze ville nouvelle of nieuwe stad is georganiseerd in twee delen:
- Sénart Ville Nouvelle, het oostelijke deel, met 86 011 inwoners (1999) in acht gemeenten van Seine-et-Marne: Cesson, Combs-la-Ville, Lieusaint, Moissy-Cramayel, Nandy, Réau, Savigny-le-Temple en Vert-Saint-Denis.
- Sénart en Essonne, het westelijke deel, met 12 436 inwoners (1999) in vier gemeenten van Essonne: Morsang-sur-Seine, Saint-Pierre-du-Perray, Saintry-sur-Seine en Tigery.

De bevolking is er vervijfvoudigd in veertig jaar.